# Dieter Schwarz (Museumsleiter)
Dieter Schwarz (* 14. September 1953 in Zürich) ist ein Schweizer Kurator und Autor. Von 1990 bis 2017 war er Direktor des Kunstmuseums Winterthur.

## Leben
Schwarz studierte in Zürich deutsche und französische Literatur, Linguistik und Komparatistik und wurde 1981 mit einer Dissertation über den Schweizer Künstler/Dichter Dieter Roth promoviert. Von 1981 bis 1983 führte er eine Editionsarbeit für die Adolf Wölfli-Stiftung am Kunstmuseum Bern durch. Von 1983 bis 1985 forschte er als Stipendiat des Schweizerischen Nationalfonds zum Schriftsteller Stéphane Mallarmé in Paris.
Nachdem er zunächst Kurator gewesen war, wurde er 1990 Direktor des Kunstmuseums Winterthur. Unter seiner Leitung wurden zahlreiche Ausstellungen und Veröffentlichungen, insbesondere verschiedene Sammlungskataloge, realisiert. 1995 erhielt das Museum einen Erweiterungsbau. Ausserdem betrieb er eine aktive Sammlungspolitik, insbesondere für moderne und zeitgenössische amerikanische Werke. Er gilt als freundschaftlich mit dem deutschen Künstler Gerhard Richter verbunden, der dem Kunstmuseum nach seiner Doppelausstellung 2014 Werke schenkte.
Schwarz ist heute in Zürich tätig; er ist Mitglied des Kuratoriums der Thomas Schütte Stiftung und des Stiftungsrats der Fondation Félix Vallotton.

## Schriften (Auswahl)
- Lawrence Weiner: Books 1968–1989. Catalogue raisonné. Verlag der Buchhandlung Walther König, Köln 1989.
- Gerhard Richter: Zeichnungen 1964–1999. Werkverzeichnis. Richter Verlag, Düsseldorf 1999.
- Otto Meyer-Amden: Das Frühwerk 1903–1914. Verlag Scheidegger & Spiess, Zürich 2015.
- Kunst / Arbeit: Dieter Schwarz im Kunstmuseum Winterthur. Hg. von Simona Ciuccio. Piet Meyer Verlag, Bern und Wien 2017.